# Тавернанова (Авелино)
Тавернанова је насеље у Италији у округу Авелино, региону Кампанија.
Према процени из 2011. у насељу је живело 289 становника. Насеље се налази на надморској висини од 299 м.